# 克里斯塔·羅德里奎茲
克里斯塔·安娜·羅德里奎茲（1984年7月23日—－），是美國的一位女演員和歌手，她較著名的電影是2010年《怎樣失去童貞》飾演克里斯塔而為人所知。

## 外部連結
- 克里斯塔·羅德里奎茲在互联网电影资料库（IMDb）上的資料（英文）
- 克里斯塔·羅德里奎茲的X（前Twitter）
- 克里斯塔·羅德里奎茲的Instagram帳戶